# Organo del Boardwalk Hall Auditorium

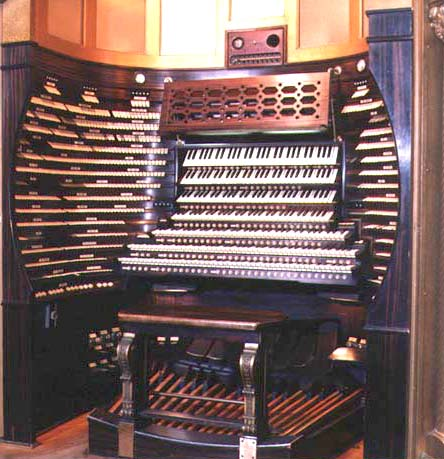
La consolle a sette manuali dell'organo della Boardwalk Hall

L'organo del Boardwalk Hall Auditorium è un organo a canne installato presso la Boardwalk Hall (precedentemente nota come Atlantic City Convention Hall), ad Atlantic City (New Jersey). Costruito dalla Midmer Losh Organ Company, è il più grande al mondo per numero di canne (ufficialmente 33 116, anche se il numero esatto non è noto).
L'auditorium principale ha le dimensioni di 148 × 88 × 42 metri, con una superficie di 13 000 metri quadrati, per un volume di 420 000 metri cubi. Di conseguenza, l'organo funziona a pressioni molto più elevate rispetto alla maggior parte degli organi, al fine di ottenere un volume sufficientemente alto per sonorizzare adeguatamente tutta la sala.
Detiene quattro Guinnes World Records nel Guinness dei primati, tra cui "organo a canne più grande mai costruito", "Il più grande strumento musicale mai costruito" e "lo strumento musicale più sonoro mai costruito", e detiene diversi record nel mondo dell'organo. Si tratta di uno degli unici due organi al mondo ad avere un registro aperto da 64' e l'unico organo ad avere un registro che funzioni a 100 pollici di colonna d'acqua (3.6 psi) di pressione. La console dispone di sette manuali (tastiere).

## Costruzione e disposizione
La costruzione dell'organo ha avuto luogo tra il maggio 1929 e il dicembre 1932; esso è stato progettato dal senatore dello stato Emerson L. Richards, ed è stato costruito dalla Midmer Losh Organ Company di Merrick, New York. La maggior parte delle canne è stata costruita dallo stesso Midmer-Losh. Anton Gottfried ha prodotto alcune ance, tra cui la Tromba d'ottone, il Corno egiziano, l'Eufonio e la Musette Mirabile. L'azienda tedesca Welte-Mignon, il fagotto con risonatori di cartapesta e la Tuba d'Amour di legno per la divisione Echo.
L'organo è costruito attorno al principale Auditorium della Boardwalk Hall. Le divisioni organi sono suddivise in 8 sezioni di organi, come segue:
è stato mangato da ellison mettiuw
L'organo 
|                                                          | Palco sinistro Pedale sinistro, Coro aperto Espressivo, Archi I Espressivo-Coro | Palco                                                    | Palco destro Pedale destro, Percussioni, Grand'Organo, Solo Grand'Organo-Solo (Flauti) Grand'Organo-Solo (Ance) |                                                      |
| Anteriore sinistro Coro                                  |                                                                                 |                                                          | | Anteriore destro Brass Coro Archi II                 |
|                                                          |                                                                                 |                                                          | |                                                      |
| Centro sinistra Galleria III (Diap's) Galleria II (Orch) | Alto sinistra Fanfara Archi III                                                 | Le camere superiori si trovano sopra le camere di Centro | Alto destro Eco                                                                                                 | Centro destro Galleria I (Ance) Galleria II (Flauti) |

L'attuale assetto dell'organo corrisponde al terzo disegno di Emerson Richards. Il primo progetto consisteva nell'ospitare 43.000 canne in sei camere ma il costo richiesto avrebbe superato il budget stabilito, e non c'era abbastanza spazio per ospitare tutte le canne. Il numero di queste ultime è stato poi ridotto a 29.000. Più tardi, quando sono state utilizzate anche le Camere Anteriori, sono stati reintegrati alcuni registri dal piano originale, aumentando il numero di canne raggiungendo dunque l'attuale numero ufficiale di 33.114. Il prezzo del contratto è stato di 347.200 dollari.

## Consolle
La consolle principale dell'organo è la più grande al mondo. Ha 1.235 placchette di registro, delle quali: 587 registri labiali, 265 ance, 35 percussioni melodiche, 46 percussioni non-melodiche, 164 accoppiatori, 18 tremoli, 120 selettori per pedali per i 6 pedali espressivi che controllano ben 15 casse espressive, e un pedale di crescendo. La console è anche l'unica al mondo con 7 manuali. I due inferiori (Coro e Grand'Organo) hanno una gamma di sette ottave, e il superiore (Espressivo) ha una gamma di sei ottave, mentre i restanti manuali sono di cinque ottave. Gli ultimi cinque tasti del manuale Espressivo (da Sol a Si), sono presenti quasi esclusivamente per ragioni estetiche, in quanto non ci sono canne, nella maggior parte dei registri dell'Espressivo, che corrispondano a quelle note.
I manuali in ordine a partire dall'alto sono: 
| VII | Bombarda     | 5 Ottave, 61 Tasti, Do2 to Do7   |
| VI  | Eco          | 5 Ottave, 61 Tasti, Do2 to Do7   |
| V   | Fanfara      | 5 Ottave, 61 Tasti, Do2 to Do7   |
| IV  | Solo         | 5 Ottave, 61 Tasti, Do2 to Do7   |
| III | Espressivo   | 6 Ottave, 73 Tasti, Sol1 to Sol7 |
| II  | Grand'Organo | 7 Ottave, 85 Tasti, Do1 to Do8   |
| I   | Coro         | 7 Ottave, 85 Tasti, Do1 to Do8   |

l manuali "Grand'Organo" e "Coro" sono stati appositamente ampliati a sette ottave, in modo che i registri trasmessi al pedale possano essere azionati in tutta la loro estensione di 85 note da entrambi i manuali. Questi registri possono essere selezionati tramite placchette. Il Grand Grande (per il Grand'Organo) controlla i registri del Pedale Destro e il Gran Coro (per il manuale Coro) controlla i registri del Pedale sinistro. Ad esempio, il Grand Oficleide può essere suonato dalla pedaliera, ma anche dalla Gran manuale per mezzo del Grand Grande. Inoltre, alcune divisioni sono riproducibili su due manuali. Ad esempio, la divisione Coro-Espressivo si suona solitamente dal manuale Coro, ma può essere utilizzata anche dal manuale Espressivo, in modo che tutti i registri possono anche essere riprodotti da lì come Espressivo-Coro. Lo stesso vale per il Grand'Organo-Solo, che di solito è interpretato dal manuale del Grand'Organo, ma può anche essere suonato come Solo-Grand'Organo dal manuale Solo.

### Registri
| Sezioni                     | Voci | Registri | Canne  |
| --------------------------- | ---- | -------- | ------ |
| Pedale Destro               | 11   | 11       | 903    |
| Pedal Sinistro              | 10   | 16       | 955    |
| Coro                        | 29   | 37       | 2,792  |
| Coro aperto                 | 6    | 9        | 657    |
| Grand'Organo                | 38   | 63       | 4,647  |
| Grand'Organo-Solo (Labiali) | 13   | 13       | 1,152  |
| Grand'Organo-Solo (Ance)    | 12   | 12       | 972    |
| Espressivo                  | 36   | 55       | 4,456  |
| Espressivo-Choir            | 17   | 17       | 1,542  |
| Solo                        | 22   | 33       | 2,085  |
| Fanfara                     | 21   | 36       | 2,364  |
| Eco                         | 22   | 27       | 1,896  |
| Galleria I                  | 4    | 10       | 754    |
| Galleria II                 | 7    | 9        | 621    |
| Galleria III                | 6    | 9        | 681    |
| Galleria IV                 | 8    | 8        | 596    |
| Brass Coro                  | 8    | 10       | 730    |
| Archi I                     | 11   | 20       | 1,436  |
| Archi II                    | 24   | 37       | 2,657  |
| Archi III                   | 9    | 17       | 1,217  |
| Totale                      | 314  | 449      | 33,114 |

Oltre a 852 placchette che controllano i registri sopra elencati, sono presenti:
- 35 registri percussioni melodiche
- 46 registri percussioni non-melodici
- 18 tremolo, più uno "maestri tremolo"
- 164 accoppiatori
- 120 selettivi pedale espressivo

#### Diaphone-Dulciana 64'
L'organo possiede un registro unico al mondo, la Diaphone-Dulciana 64' nella camera di destra (Pedale divisione destra), uno dei due soli registri reali da 64' esistente (l'altro registro da 64' è il Controtrombone nel Municipio di Sydney). Questo registro è unico perché è un ibrido ancia/labiale.
L'organo era stato progettato per avere due registri da 64' nel pedale, un diaphone Profunda e una Dulciana. Dopo, la struttura è stata rivista, e il diaphone è stato rimosso, a causa della larghezza delle canne. Tuttavia, il suono del 64' Dulciana non ha soddisfatto i criteri, richiedendo canne diaphone da utilizzare per le 22 note più basse. A causa delle basse frequenze coinvolte il passaggio dalla canna a diaphone può non essere sentito.
La canna del Do basso del diaphone-dulciana è alta 18 metri, pesa 1.675 kg, e produce una frequenza di 8 Hz (il suono è descritto come "un elicottero che si libra sopra l'edificio"). La canna sta in piedi per circa 12 m, il resto viene piegato verso la griglia della camera di destra. Tutti i tubi più alti di 32 piedi (9,8 m) sono progettati in questo modo.
Il registro diaphone-dulciana si estende da C3 a G²; è sufficientemente esteso in modo che i registri 64 ', 32', 16 ', 8' e 4' unisono, e i registri di mutazione 42' 2/3, 21' 1/3 e 10' 2/3, non possano essere tratti dallo stesso registro. Nessun altro registro al mondo si estende così lontano. Inoltre, quando il 64' e 42' 2/3 sono combinati, il tono risultante simula un registro di 128', equivalente ad un Do con frequenza 4 Hz.
L'uso del diaphone-dulciana è raro, essendo utilizzato principalmente in registrazioni di volume moderato. In combinazioni molto grandi si perde il suo suono mentre in quelle più piccole è troppo forte.

#### Grand Ophicleide
Il Grand Ophicleide è situato nella divisione destra del Pedale; funzionando a 100 pollici di colonna d'acqua (3.6 psi) di pressione, è riconosciuto dal Guinness dei primati mondiali come il registro d'organo più forte al mondo. Viene descritto come "una nota di tromba dal volume assordante, sei volte più forte del più forte fischio di locomotiva." Il Grand Ophicleide produce fino a 130 decibel a una distanza di 1 metro. A causa della enorme pressione, le gambe del supporto devono essere saldamente fissate alla canna, con singole parti fissate tra loro. Se ci fossero eventuali perdite d'aria, un fischio, quasi forte come il suono delle canne stesse, potrebbe essere percepito. Il completamento del registro ha presentato un problema con le piccole canne da 4', richiedendo la loro sostituzione con speciali canne di voce e di timbro simile.
Il registro Grand Ophicleide è utilizzabile dal manuale Grand'Organo e dalla pedaliera.

#### Registri da 32'
Per fornire tutta la potenza necessaria al pedale, l'organo ha nove registri da 32' (dieci se si considera anche l'estensione della Diaphone-dulciana 64'), che sono:
| Registri                                    | Divisione       |
| ------------------------------------------- | --------------- |
| Tibia Clausa 32′                            | Pedale Destro   |
| Bombardone 32′                              | Pedale Destro   |
| Diaphone 32′                                | Pedale Sinistro |
| Diapason 32′                                | Pedale Sinistro |
| Bombard 32′                                 | Pedale Sinistro |
| Fagotto 32′                                 | Pedale Sinistro |
| Sub Principale 32′                          | Grand'Organo    |
| Trombone 32′                                | Fanfara         |
| Violone 32′                                 | Eco             |
| (Diaphone-dulciana 32′, estensione dal 64′) | (Pedale destro) |

È molto difficile determinare esattamente quante canne abbia l'organo, anche a causa delle condizioni non ottimali dello strumento.
È l'unico organo al mondo ad avere registri da 100 pollici di colonna d'acqua (3.6 psi) di pressione. È anche l'unico ad avere due 32' al pedale da 50 pollici di colonna d'acqua (1.8 psi) di pressione. Ci sono altri due organi nel mondo con registri da 50 pollici di colonna d'acqua (1.8 psi), ma questi sono da 8'. 100 pollici di colonna d'acqua (3.6 psi) di pressione (equivalente a 3,56 psi o 0,25 bar) sono 30 volte più della pressione di un normale registro d'organo (le pressioni più alte si aggirano intorno alle 10-12 pollici di colonna d'acqua). L'organo ha quattro registri da 100 pollici di colonna d'acqua (3.6 psi) (conosciuti anche come Grandi Ance) e dieci registri da 50 pollici di colonna d'acqua (1.8 psi) di pressione:
| Registro              | Divisione       | Pressione del vento                      |
| --------------------- | --------------- | ---------------------------------------- |
| Grand Ophicleide 16′  | Pedale Destro   | 100 pollici di colonna d'acqua (3.6 psi) |
| Tuba Imperial 8′      | Solo            | 100 pollici di colonna d'acqua (3.6 psi) |
| Trumpet Mirabilis 16′ | Galleria I      | 100 pollici di colonna d'acqua (3.6 psi) |
| Tuba Maxima 8′        | Galleria I      | 100 pollici di colonna d'acqua (3.6 psi) |
| Diaphone 32′          | Pedale Sinistro | 50 pollici di colonna d'acqua (1.8 psi)  |
| Tuba Magna 16′        | Solo            | 50 pollici di colonna d'acqua (1.8 psi)  |
| Bugle 8′              | Solo            | 50 pollici di colonna d'acqua (1.8 psi)  |
| Bombarda 32′          | Pedale Sinistro | 50 pollici di colonna d'acqua (1.8 psi)  |
| Major Posaune 16′     | Pedale Sinistro | 50 pollici di colonna d'acqua (1.8 psi)  |
| Diaphone Phonon 16′   | Pedale Destro   | 50 pollici di colonna d'acqua (1.8 psi)  |
| Posaune 16′           | Fanfara         | 50 pollici di colonna d'acqua (1.8 psi)  |
| Harmonic Tuba 8′      | Fanfara         | 50 pollici di colonna d'acqua (1.8 psi)  |
| Oficleide 8′          | Fanfara         | 50 pollici di colonna d'acqua (1.8 psi)  |
| Major Clarion 4′      | Fanfara         | 50 pollici di colonna d'acqua (1.8 psi)  |

Oltre ai registri di cui sopra è riportata la relativa pressione record, quasi ogni divisione si erge su almeno 15 pollici di colonna d'acqua di pressione, fatta eccezione per il Coro che sorge su 10 pollici di colonna d'acqua, e il Coro Aperto sorge su 3 pollici di colonna d'acqua. Inoltre, alcuni singolo registri hanno bassa pressione, per esempio, il Diapason X del Grand'Organo soltanto 4 pollici di colonna d'acqua.
Per fornire una tale pressione d'aria l'organo è dotato del motore più potente mai utilizzato in un organo a canne. I motori a corrente continua per gli originali otto mantici avevano una potenza totale di 394 CV (294 kW). Questi sono stati sostituiti con motori a corrente alternata nei primi anni '90, che hanno un totale di 600 cavalli (450 kW) e sette mantici che producono 1.030 metri cubi di aria al minuto. La camera del Palco Destro ha due mantici, uno da 1300 millimetri e un ventilatore soffiante a bassa pressione, che fornisce anche l'aria per la camera alta di destra. Lo stesso vale per la camera del Palco Sinistro. La camera di Centro Sinistra e Camera superiore sinistra non hanno bisogno di alta pressione, e quindi un mantice comune è sufficiente, che vale anche per il centrodestra e le camere in alto a destra. I quattro registri da 100 pollici di colonna d'acqua (3.6 psi) ricevono l'aria da un mantice supplementare situato dietro la camera del Palco destro.
Si è affermato che il Wanamaker Grand Court Organ sia più grande dell'organo di Atlantic City. Il Wanamaker ha più registri (462 rispetto ai 449 dell'organo di Boardwalk Hall) e pesa quasi il doppio (287 tonnellate contro le approssimate 150 tonnellate di quello di Boardwalk Hall). La questione è stata confusa nei decenni passati, quando lo staff di Wanamaker aveva gonfiato il conteggio effettivo delle canne (28.482) a 30.067 canne, elencando alcuni registri di 61 note come se ne avessero 73.
L'organo di Boardwalk Hall ha quasi 5000 canne in più e ha quattro voci nel Guinness dei Primati. Il Wanamaker, però, è anch'esso elencato nel Guinness.

## Stato attuale
L'organo non ha ricevuto una regolare manutenzione sufficiente a un normale utilizzo musicale.
L'intonazione delle divisioni superiori (Fanfara, Eco, Archi III) ne ha sofferto particolarmente poiché di difficile accessibilità, complicata dalla prolungata presenza di amianto in quella parte dell'edificio. L'acqua ha potuto infiltrarsi dal tetto all'interno delle diverse Gallerie. Inoltre, l'azione di combinazione remota della console principale, sita nel basamento dell'Auditorium, si era allagata nel 1944 in seguito a un uragano; un altro meccanismo remoto è stato poi aggiunto alla console principale.
La musicalità e la funzionalità dell'organo sono state intaccate dai succitati fattori. Causa principale è l'assenza di fondi per ingaggiare restauratori e mantenere una squadra fissa di tecnici. Per riportare lo strumento alle condizioni originali, la spesa stimata è di circa 11,5 milioni di euro. Nel 1998 la divisione Palco Destro è stata resa utilizzabile con una re-intonazione di alcuni registri principali: il Diaphone-dulciana da 19,5 m, la Tuba Imperiale da 2,45 atmosfere di pressione del vento e il Grand Ophicleide. Ciò è stato reso possibile da una sovvenzione di circa 1 milione di euro della Sport e Exposition Authority del New Jersey, che è stata utilizzata per restaurare la camera del Palco Destro e l'intera sala da ballo (Kimball).

## Record
Nel Guinnes Book of World Record quest'organo viene riconosciuto come il più grande strumento musicale mai costruito, lo strumento musicale più sonoro e il più grande organo a canne esistente (anche se ci sono dibattiti riguardo quest'ultimo). Il Grand Ophicleide 16' è riconosciuto come il registro d'organo più risonante al mondo.
L'organo è stato riconosciuto dalla Organ Historical Society come strumento "di valore storico e meritevole di conservazione".
Ufficialmente, l'organo ha 33.112 canne, ma il numero esatto è sconosciuto. Un'indagine condotta nel 1999 ha concluso che l'organo aveva 33.114 canne, poi rivisto a 33.116 dopo la scoperta che un registro è stato costruito con due note in più nei bassi di quanto specificato nel contratto dell'organaro.